# Робер от Арбрисел
Робѐр от Арбрисѐл (на френски: Robert d'Arbrissel) е бретански духовник.
Роден е около 1047 година в Арбрисел в семейството на свещеник. Служи като свещеник в родното си село и учи в Париж, от 1089 година е помощник на епископа на Рен и активен привърженик на Григорианските реформи. През 1093 година отива в Анже, а през 1095 година става отшелник и бързо събира множество последователи. Малко след това папа Урбан II го прави странстващ проповедник и той започва да пътува из региона, изнасяйки проповеди, а през 1101 година основава манастира „Фонтевро“, който става един от важните религиозни центрове на средновековна Франция и център на религиозен орден, който още докато Робер е жив, достига 5 хиляди членове.
Робер от Арбрисел умира около 1116 година в един от приоратите на ордена си край Мезоне. Той е почитан от Католическата църква като блажен, като паметта му се отбелязва на 25 февруари.